# ریچموندهایت (میزوری)
ریچموندهایت (به انگلیسی: Richmond Heights) یک شهر در ایالات متحده آمریکا است که در شهرستان سنت لوئیس، میزوری واقع شده‌است. ریچموندهایت ۵٫۹۶ کیلومتر مربع مساحت و ۸٬۶۰۳ نفر جمعیت دارد و ۱۶۱ متر بالاتر از سطح دریا قرار دارد.